# Xã Hanover, Quận Allamakee, Iowa
Xã Hanover (tiếng Anh: Hanover Township) là một xã thuộc quận Allamakee, tiểu bang Iowa, Hoa Kỳ. Năm 2010, dân số của xã này là 193 người.